# 韩淳哲
韩淳哲（1984年12月30日—）是一名韩国拳击运动员。他在2012年夏季奥林匹克运动中，参加了男子拳击轻量级比赛并获得银牌。他也曾参加2006年、2010年和2014年三届亚洲运动会，共收获一枚银牌和一枚铜牌。